# Бареджо
Бареджо (італ. Bareggio) — муніципалітет в Італії, у регіоні Ломбардія, метрополійне місто Мілан.
Бареджо розташоване на відстані близько 490 км на північний захід від Рима, 17 км на захід від Мілана.
Населення — 17 361 особа (2012).
Покровитель — Nazario.

## Демографія
Населення за роками:

Станом на 1 січня 2023 року в муніципалітеті офіційно проживали 1304 іноземці з 69 країн, серед них 334 громадяни країн Євросоюзу та 113 громадян України.

## Сусідні муніципалітети
- Чизліано
- Корнаредо
- Кузаго
- Преньяна-Міланезе
- Седріано